# یواس‌اس پترمیگان (ای‌ام-۳۷۶)
یواس‌اس پترمیگان (ای‌ام-۳۷۶) (به انگلیسی: USS Ptarmigan (AM-376)) یک کشتی بود که طول آن ۲۲۱ فوت ۳ اینچ (۶۷٫۴۴ متر) بود. این کشتی در سال ۱۹۴۴ ساخته شد.